# Coptosia albovittigera
Coptosia albovittigera är en skalbaggsart som först beskrevs av Lucas Friedrich Julius Dominikus von Heyden 1863.  Coptosia albovittigera ingår i släktet Coptosia och familjen långhorningar. Inga underarter finns listade i Catalogue of Life.